# Fauna de Luisiana

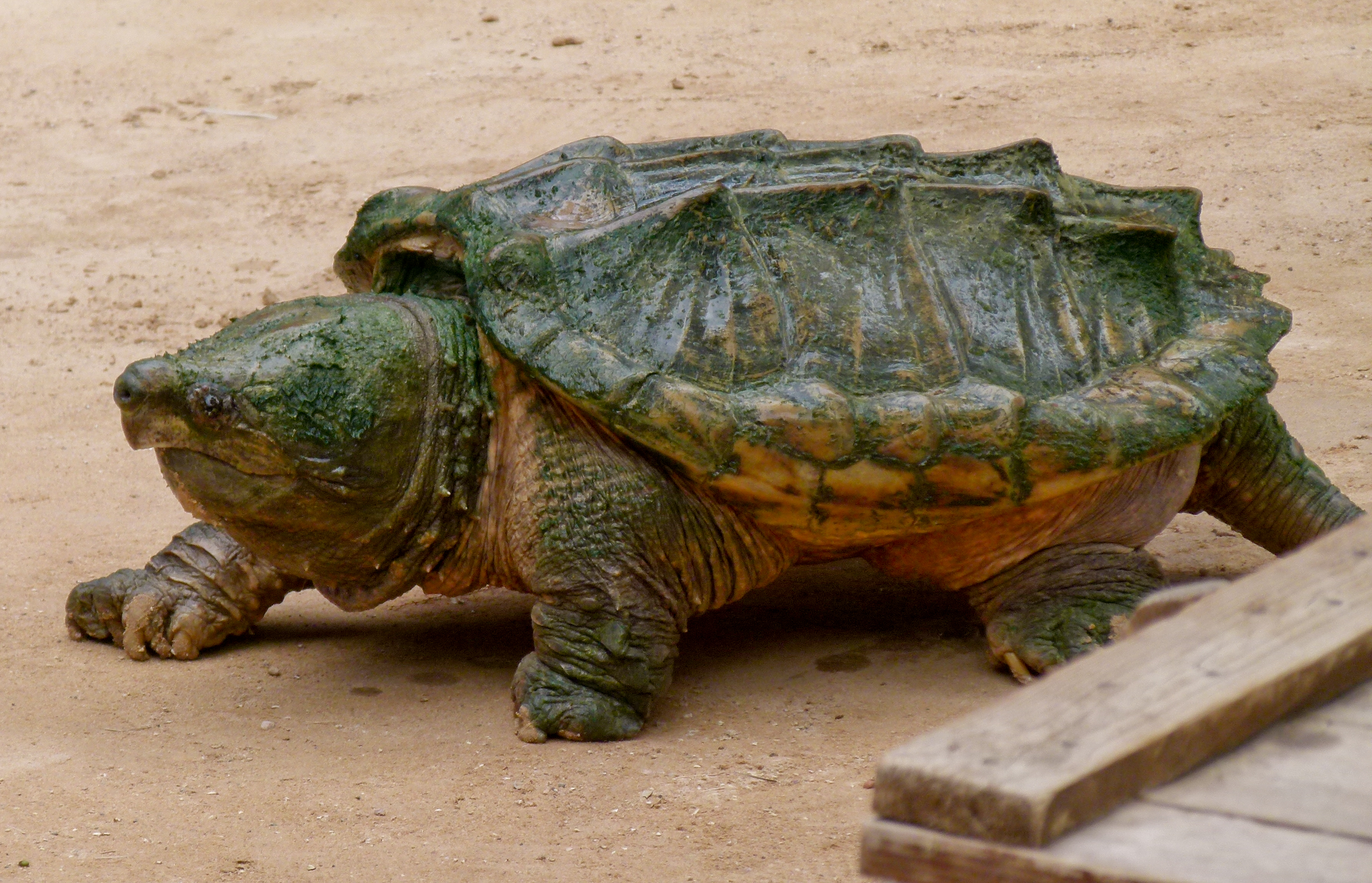
La tortuga caimán vive en todo el estado; Luisiana y los estados vecinos Arkansas y Misisipi son los únicos estados de EE. UU. donde se encuentran tortugas caimanes en todo el país.

La fauna de Luisiana tiene un hábitat caracterizado por los pantanos bajos de la región, bayous, arroyos, bosques, marismas, playas costeras y las islas barrera que cubren una superficie estimada de 51800 km², lo que corresponde al 40 por ciento de la superficie terrestre total de Luisiana. El sur de Luisiana contiene hasta el 50% de los humedales que se encuentran en los Estados Unidos continentales, compuestos por innumerables pantanos y arroyos.
El estado de Luisiana tiene un clima subtropical húmedo, se puede considerar que es el ejemplo más característico de toda la región del sur de los Estados Unidos, con veranos largos, húmedos y calurosos e inviernos cortos y suaves. Las características subtropicales del estado se deben en gran parte a la influencia del Golfo de México, que en su punto más lejano se encuentra a no más de 320 km de distancia. Los variados hábitats de Luisiana (marismas, pantanos, ciénagas, bosques, islas, bosques y praderas) ofrecen una gran diversidad de vida silvestre.
Algunos de los animales más comunes que se encuentran en todas las parroquias incluyen coipos, ciervos, visones, ratas almizcleras, mapaches, zarigüeyas, conejos, ardillas, coipos, tortugas, caimanes, becadas, zorrillos, zorros, castores, rinteles, armadillos, coyotes y gatos monteses. En el estado se practica la caza de ciervos, ardillas, conejos y osos, mientras que la rata almizclera, las serpientes, los coipos, los visones, las zarigüeyas, los linces y los zorrillos son animales comercialmente importantes por su piel. Entre las aves de caza más valoradas se incluyen la codorniz, el pavo, la agachadiza americana y varias aves acuáticas, de las que son autóctonas el pato moteado y el pato de bosque. Hay varias plantas y animales endémicos en Luisiana que no se encuentran en ningún otro lugar de la Tierra; un ejemplo podría ser la estrella azul de Luisiana o el caimán leucístico blanco.  La tortuga mapa del río Perla y la tortuga mapa anillada solo se encuentran en Luisiana y el vecino estado de Misisipi .
Luisiana contiene una serie de áreas que, en distintos grados, están protegidas de la intervención humana. Además de los sitios y áreas del Servicio de Parques Nacionales y el Bosque Nacional Kisatchie, Luisiana opera un sistema de parques estatales, sitios históricos estatales, un área de preservación estatal, un bosque estatal y muchas Áreas de Manejo de Vida Silvestre. La organización The Nature Conservancy también posee y administra un conjunto de áreas naturales.

## Ecología estatal

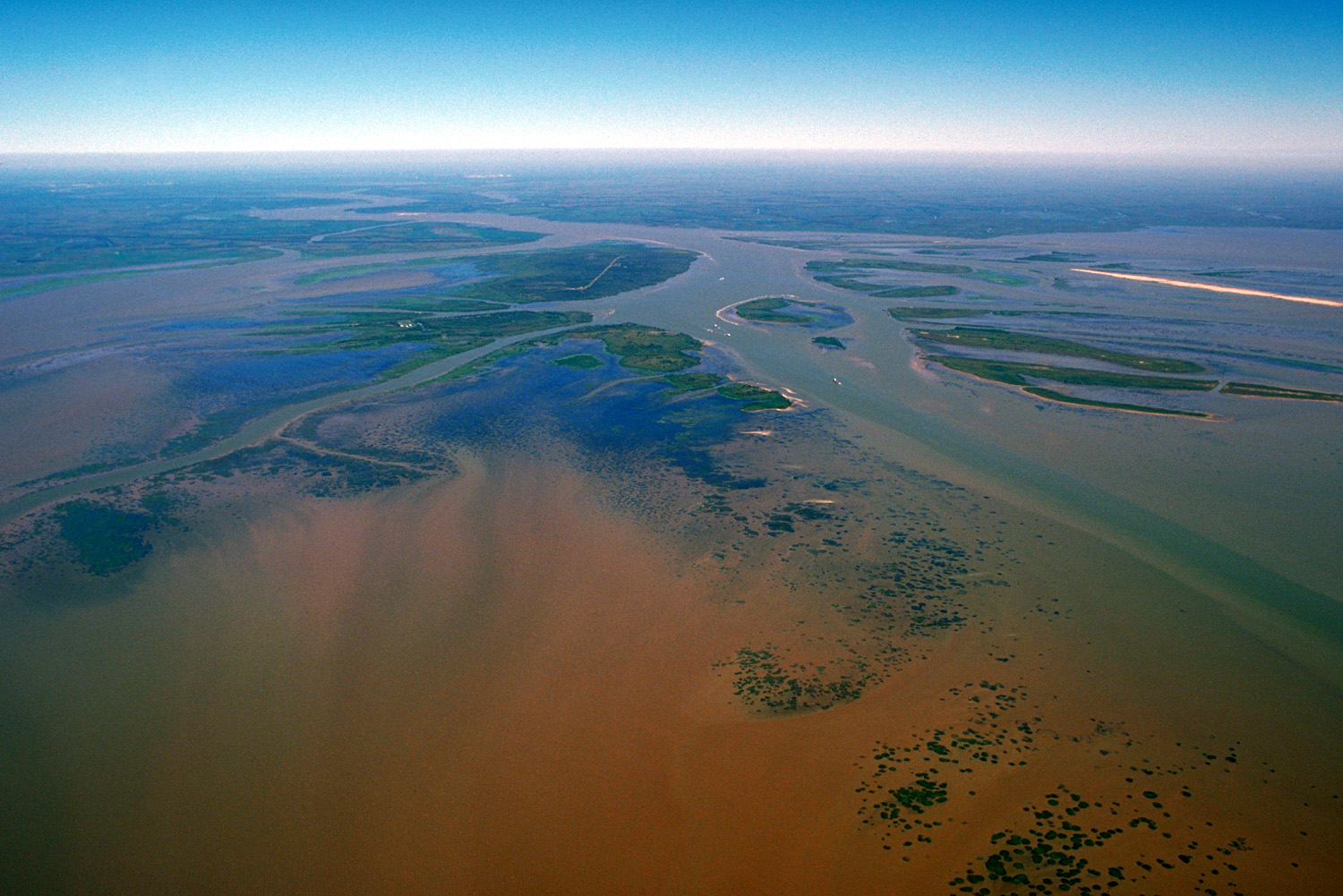
Vista aérea del pantano Atchafalaya, el pantano más grande de los EE. UU.

Gran parte de las tierras del estado se formaron a partir de sedimentos arrastrados por el río Misisipi, que dejaron enormes deltas y vastas zonas de pantanos y ciénagas costeras. Las partes del norte de Luisiana están compuestas principalmente por bosques que albergan ciervos, ardillas, conejos, osos, ratas almizcleras, visones, zarigüeyas, gatos monteses y zorrillos. Los bosques de Luisiana ofrecen una mezcla de robles, pinos, hayas, nogales negros y cipreses. En los Piney Woods de la región de Ark-La-Tex (Arkansas, Luisiana y Texas), son comunes los mamíferos como el puma norteamericano, el zorro gris, los cerdos salvajes (razorback) y las serpientes como la boca de algodón occidental, la serpiente gusano del occidente, la serpiente de pino de Luisiana, así como otros animales. 
El bosque más grande de Luisiana, el Bosque Nacional Kisatchie en las colinas boscosas de Luisiana central, tiene 155 especies de aves en temporada reproductiva, 48 especies de mamíferos, 56 especies de reptiles y 30 especies de anfibios. Tiene una superficie de unos 600 000 acres (2428 km²), de los cuales más de la mitad esta cubierto por vegetación imprescindible para el ecosistema de los flatwoods, sustentando muchas especies raras de plantas y animales. Entre ellas se incluyen, por ejemplo, la serpiente de pino de Luisiana, el pájaro carpintero de cresta roja, el oso negro de Luisiana y la concha perlada de Luisiana . 
Los caimanes son comunes en los extensos pantanos, ciénagas, arroyos, lagos, ríos, humedales y pantanos de Luisiana. Otros reptiles amantes del agua, como la tortuga caimán, viven en los pantanos de Luisiana . La tortuga caimán se caracteriza por tener una cabeza muy grande y tres filas de escudos puntiagudos. Estos humedales de Luisiana son el hogar ideal para varias especies de tortugas, cangrejos de río y bagres, todos ellos alimentos populares de la comunidad acadiana.
Entre las especies invasoras que han prosperado en los humedales de Luisiana se encuentra el coipo, un roedor sudamericano que probablemente fue introducido cuando algunos ejemplares escaparon de granjas de pieles.

## Mamíferos

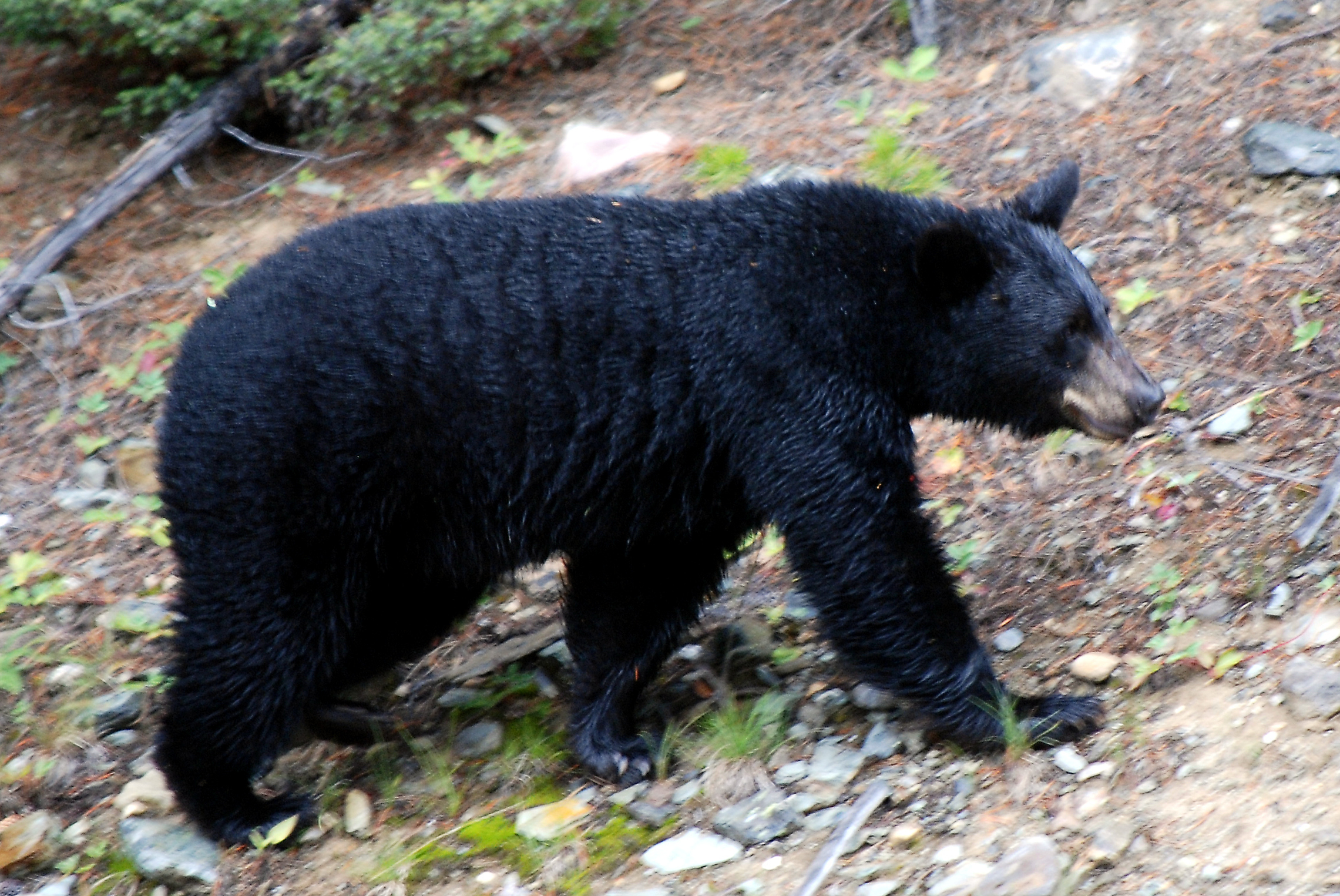
El oso negro de Luisiana fue designado como animal oficial del estado en 1992.

En Luisiana residen cuarenta especies de mamíferos,  excluidos los mamíferos marinos. Se han registrado setenta especies de mamíferos en Luisiana o sus aguas adyacentes inmediatas.  Entre sus especies Luisiana tiene, por ejemplo, dos especies de ardillas: las ardillas grises orientales y las ardillas zorro, según el Departamento de Vida Silvestre y Pesca de Luisiana . 
En Luisiana hay dos especies de conejos: los conejos de Florida y los conejos de pantano . Aunque el conejo de Florida se considera una especie más propia de las tierras altas y el conejo de pantano una especie propia de los humedales, ambas especies se encuentran en todo el estado. Los conejos tienen altas tasas de reproducción en Luisiana cuando el hábitat y las condiciones climáticas son buenas.

### Oso negro de Luisiana

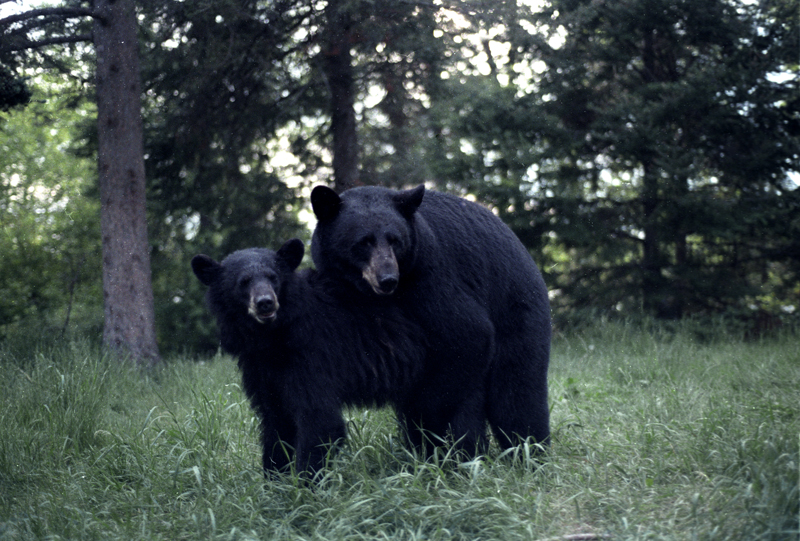
El oso negro de Luisiana (Ursus americanus luteolus) es una de las dieciséis subespecies actualmente reconocidas del oso negro americano.

El oso negro de Luisiana llegó a habitar todo el estado de Luisiana y partes de los estados vecinos adyacentes de Misisipi, Arkansas y Texas . El oso negro era común en la época de la colonización temprana y sirvió de alimento a los nativos americanos durante generaciones.
Un registro de 1890 muestra que 17 parroquias que contienen osos, todas ellas en la frontera con Misisipi y en la región de la Cuenca Atchafalaya . Se informó que las áreas más extensas de bosques de frondosas de tierras bajas del estado tienen "al menos unos pocos osos", y que la mayor cantidad de ellos se encuentra en los bosques más densos a lo largo de los ríos Tensas, Rojo, Ouachita y Atchafalaya . A finales de la década de 1950, los osos ocuparon el hábitat en el área de Tensas y Madison en el noreste de Luisiana y en los márgenes inferiores de la cuenca de Atchafalaya .
En la actualidad, se pueden encontrar osos negros en toda Luisiana, pero según el Departamento de Vida Silvestre y Pesca de Luisiana, la mayoría de los osos negros se observan en una región limitada compuesta por las siguientes parroquias: West Carroll, East Carroll, Richland, Franklin, Madison, Tensas, Catahoula, Concordia, Avoyelles, Pointe Coupee, St. Landry, Vermilion, Iberia, así como St. Martin y St. Mary . 
El oso negro pudo ser cazado legalmente en algunas partes de Luisiana hasta finales de la década de 1980. Una de las últimas cacerías de osos organizadas en Luisiana tuvo lugar el 15 de diciembre de 1955. Durante esta cacería se capturaron cinco osos en la zona del lago Providence . Se recomendó a la Comisión de Vida Silvestre suspender la temporada de osos. La caza del oso se suspendió la temporada siguiente y permaneció así hasta 1961. La temporada se reanudó nuevamente desde 1962 a 1965 y la caza se permitió exclusivamente en el noreste de Luisiana y en las parroquias costeras. La temporada de caza estuvo nuevamente suspendida desde 1966 hasta 1974. Fue reanudada entre 1975 y 1987, con la caza restringida a la cuenca de Atchafalaya . 
La temporada de caza de osos en Luisiana ha permanecido suspendida desde 1988. Entre 1964 y 1967, 161 osos negros fueron atrapados vivos en el condado de Cook, Minnesota, y liberados en los cauces de los ríos Misisipi y Atchafalaya de Luisiana, en un esfuerzo por repoblar el estado con osos negros. En 1968 había evidencia de que los osos translocados se estaban reproduciendo. Sin embargo, la mayoría de los osos reubicados murieron en las carreteras, algunos durante la recaptura. 
A partir de 2016, los osos negros de Luisiana ya no se consideran una especie en peligro de extinción según la Ley estadounidense de Especies en Peligro de Extinción de 1973. 

## Reptiles

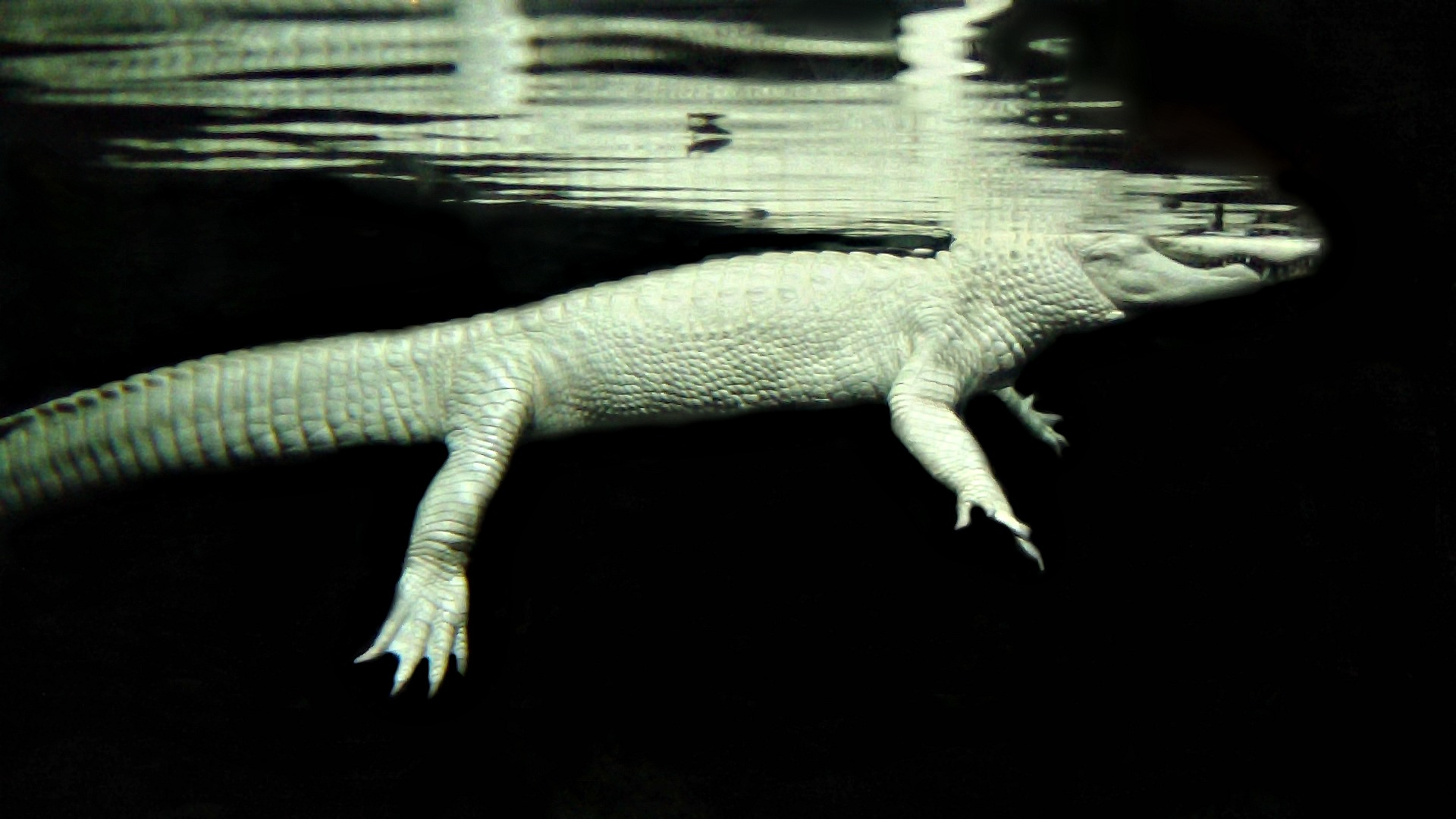
Los caimanes leucísticos salvajes sólo se encuentran en Luisiana.

El caimán americano es el reptil oficial del estado de Luisiana. El caimán americano, considerado uno de los animales más emblemáticos de los humedales de Luisiana, se ha recuperado de una posible extinción y se ha convertido en una especie relativamente común. En Luisiana habitan numerosas especies de serpientes, entre ellas la serpiente de cascabel de diamante del este  (Crotalus adamanteus), la serpiente coral de Texas (Micrurus tener), algunas subespecies de culebra corredora (Coluber constrictor), la serpiente de barro (Farancia abacura), la serpiente de cascabel pigmea del oeste (Sistrurus miliarus), la serpiente escarlata del norte (Cemophora coccinea), la serpiente arcoíris (Farancia erytrogramma), la boca de algodón del norte (Agkistrodon piscivorus), la serpiente de maíz roja (Pantherophis guttatus), la serpiente coral del este (Micrurus fulvius), la serpiente cabeza de cobre del este (Agkistrodon contortrix), y la serpiente de cascabel de cañaveral (Crotalus horridus) se pueden encontrar en Luisiana., las víboras de foseta (Crotalinae) y la serpiente real (Lampropeltis). 
La tortuga de agua dulce más grande de Estados Unidos, la tortuga mordedora caimán, comparte hábitat con otro miembro de la familia Chelydridae, la tortuga mordedora común . En los humedales también se puede encontrar al camaleón verde americano. Otros ejemplos de reptiles en Luisiana son la tortuga de tierra, la tortuga almizclera de lomo navajo, el eslizón de cabeza ancha, el eslizón carbonero y el lagarto de cristal delgado. En las costas de Luisiana se pueden encontrar especies de tortugas marinas.
Según el Consejo de Caimanes de Luisiana, en 2014 había más de un millón de caimanes en el estado y el número aumenta continuamente.  A los caimanes les gustan los pantanos, ríos, lagos o cualquier lugar donde puedan tener un hábitat adecuado. Luisiana tiene varias variedades de serpientes venenosas. La serpiente coral del este, la serpiente cabeza de cobre del este, y la serpiente de cascabel de cañaveral se pueden encontrar en Luisiana.
El caimán americano más grande del que se tiene registro fue un macho muerto en 1890 en isla Marsh, en Luisiana, y que, según se informa, medía 5,8 metros . 

## Aves

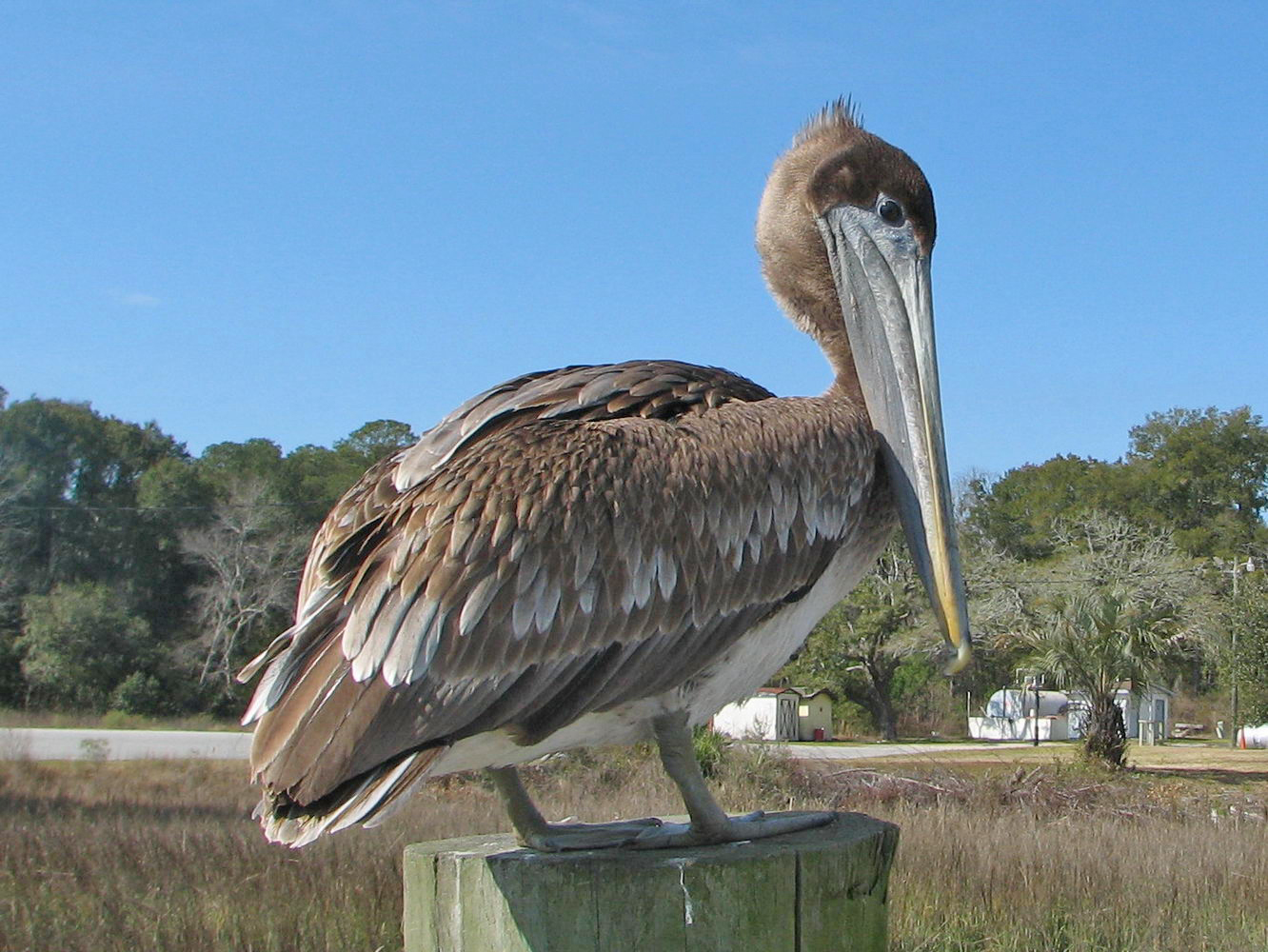
El pelícano pardo es el ave oficial del estado de Luisiana.

Aproximadamente 160 especies de aves son residentes durante todo el año o anidan en Luisiana y se sabe que otras 244 migran regularmente o pasan el invierno en el estado o sus aguas adyacentes inmediatas.  Hay 69 especies en la lista de especies de interés para la conservación del CWCS, de las cuales 42 se consideran críticamente amenazadas, en peligro o raras, según el Programa de Patrimonio Natural de Luisiana. Las aves playeras y los pájaros cantores constituyen la mayoría de las especies. En 1902, el pelícano pardo oriental pasó a formar parte del sello de Luisiana y, diez años más tarde, en 1912, el pelícano y sus crías también adornaron la bandera de Luisiana, por esta razón Luisiana es conocida como “El Estado del Pelícano” .

## Anfibios

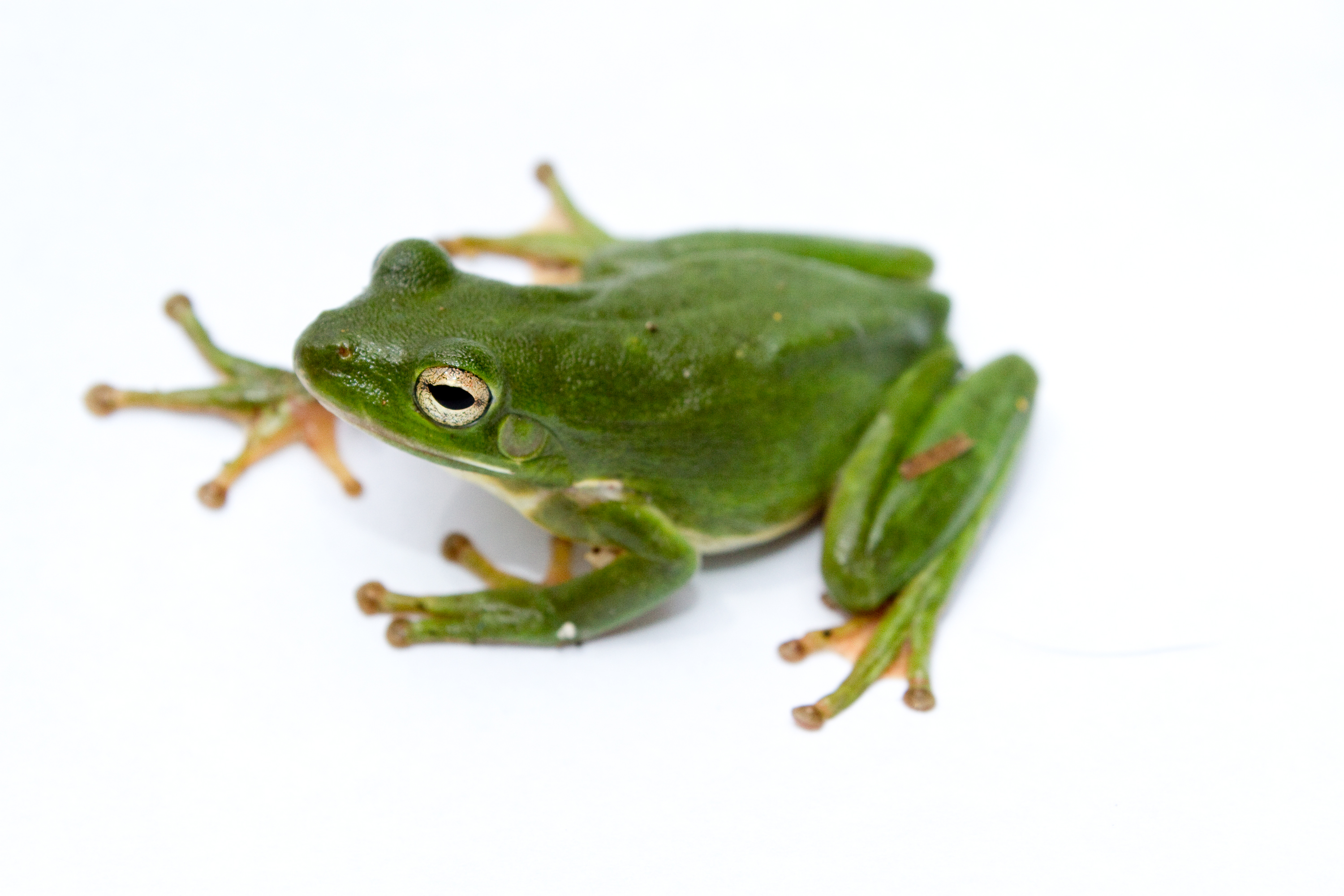
La rana arbórea verde americana es el anfibio oficial del estado y vive en todas las parroquias del estado.

La rana arbórea verde americana fue designada anfibio oficial del estado de Luisiana en 1993.  Otros ejemplos de anfibios en Luisiana son las salamandras como la salamandra tigre del este, la salamandra de lomo rojo del sur (Plethodon serratus), el perro de agua de la Costa del Golfo (Necturus beyeri), la salamandra enana (Eurycea quadridigitata) y el anfibio de tres dedos (Amphiuma tridactylum) . También hay sapos como el sapo de espuelas de Hurter (Scaphiopus hurterii) y el sapo sureño (Anaxyrus terrestris), así como ranas como la rana cerdo (Aquarana grylio), la rana coro rayada (Pseudacris triseriata) y la rana bronceada (Lithobates clamitans). Las ranas toro americanas (Aquarana catesbeiana) son las ranas más grandes nativas de Luisiana.

## Peces
La perca blanca, a veces llamada sac au lait del francés cajún, fue designada como pez oficial del estado de Luisiana en 1993. Los peces de agua dulce incluyen la lubina, el tipo de pez perca y el besugo. Los cangrejos de río rojos y blancos son los principales crustáceos comercializados.
Se han observado muchos tiburones en las aguas marítimas de Luisiana, incluidos, entre otros, tiburones limón, tiburones tigre, tiburones toro y tiburones de puntas negras . Los tiburones, como el tiburón toro, han sido observados a menudo en toda la cuenca de Atchafalaya, 900 millas río arriba del río Misisipi, y en pantanos y humedales del interior.  El catán y el pez caimán pecoso, nativos del río Pearl en el sureste de Luisiana.
El pez bowfin, conocido por muchos otros nombres como pez fango, perro, grinnel, grindel, jack, jackfish, trucha ciprés, pez algodón y, en el sur de Luisiana, choupique,  se encuentra en muchas áreas de Luisiana.

## Especies en peligro de extinción

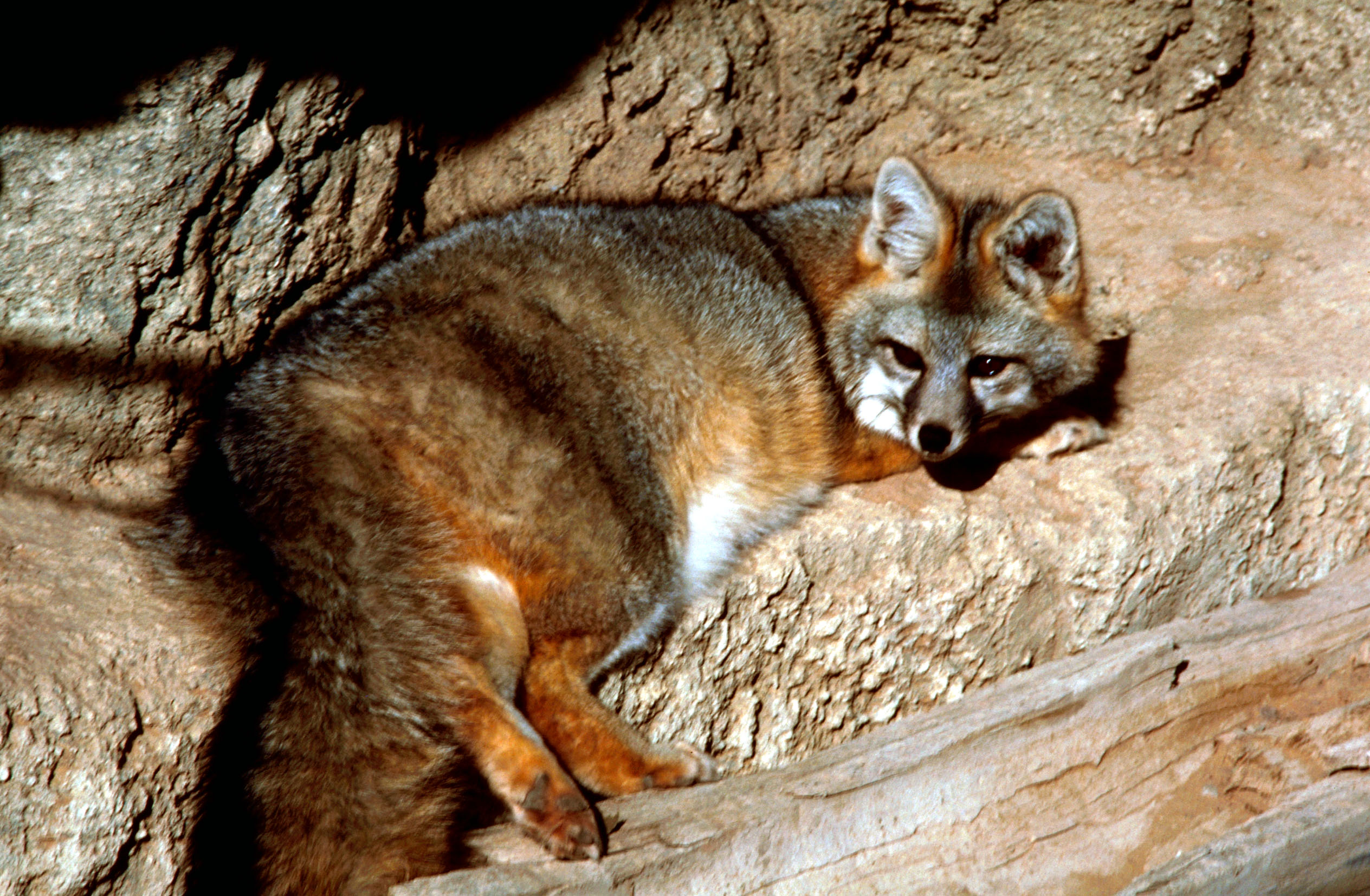
El zorro gris vive en toda Luisiana, pero todavía se encuentra amenazado. Son más comunes en las zonas boscosas del norte.

Las especies animales amenazadas incluyen cinco especies de tortugas marinas: la tortuga verde, la tortuga carey, la tortuga lora, la tortuga laúd y la tortuga boba . Veintitrés especies animales de Luisiana estaban en la lista de especies amenazadas y en peligro de extinción del Servicio de Pesca y Vida Silvestre de Estados Unidos en 2003. Entre los enumerados se encuentran el oso negro de Luisiana, el águila calva americana, el Potamilus inflatus y el pájaro carpintero de cresta roja . El Plan de Acción para la Fauna de Luisiana identifica 240 especies de interés. La población de pumas en Luisiana es pequeña, pero está creciendo en los últimos tiempos. Hay una población relativamente pequeña y amenazada de osos negros en Luisiana.

## Especies invasoras

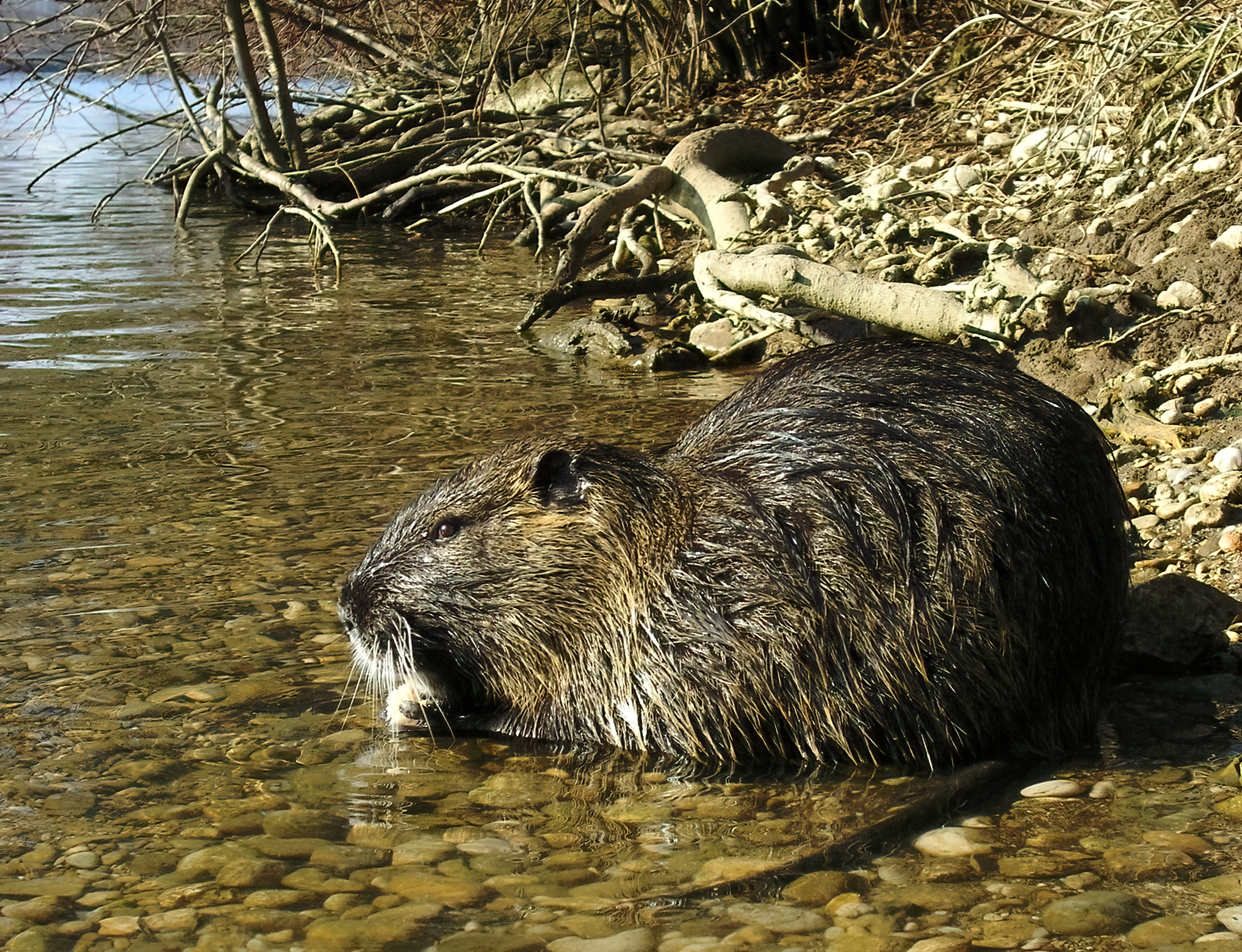
El coipo, también conocida como rata de río, es una especie invasora. Sus comportamientos destructivos de alimentación y excavación hacen de este roedor invasor una plaga en toda Luisiana.

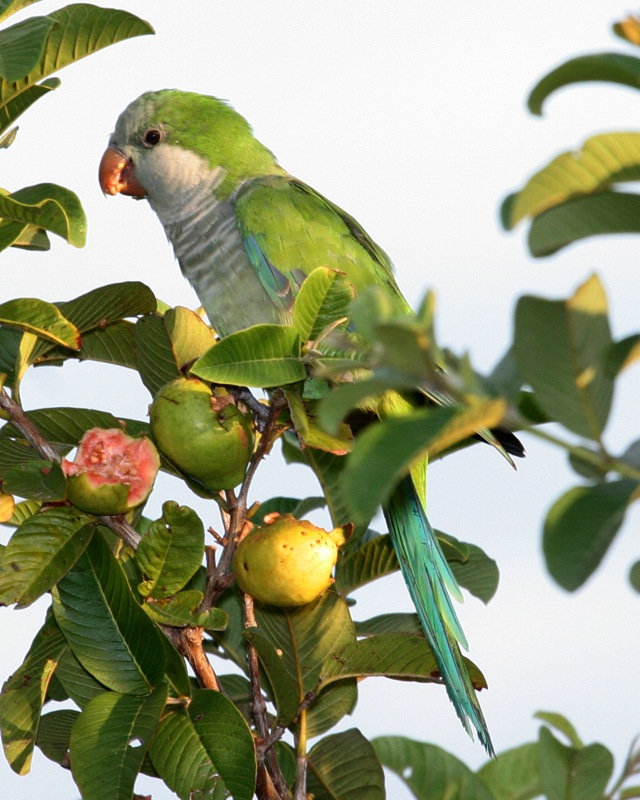
Originarios de América del Sur, las cotorras argentinas se consideran una especie invasora y se sabe que dañan los cultivos frutales. Estos loros han anidado en el área metropolitana de Nueva Orleans desde la década de 1960.

### Coipos
El magnate y naturalista Edward McIlhenny trajo trece coipos adultos desde Argentina a su hogar en Nueva Iberia, durante la década de 1930, para la industria de la cría de pieles.  Dos años después, ciento cincuenta lograron salir del corral, supuestamente escapando durante una tormenta. El coipo se reprodujo a un ritmo elevado, aumentando de a miles cada año. En la década de 1960, la cifra llegó a veinte millones y seguía aumentando. Cuando el gobierno instituyó un programa de control, el coipo estaba destruyendo pantanos y humedales de Luisiana, causando una erosión generalizada. En el siglo XXI, el coipo es una de las plagas más comunes y despreciadas en el estado de Bayou. 
La historia del coipo no es única. En los últimos dos siglos se han introducido en el medioambiente de Luisiana muchas especies de aves, mamíferos, peces y plantas. Las especies exóticas, o aquellas que han sido introducidas en áreas fuera de su área de distribución nativa, causan graves daños a los ecosistemas que colonizan. Algunos invasores, como la frondosa planta kudzu (Pueria lobelia), destruyen el hábitat de la fauna residente. Otras especies compiten ferozmente con las plantas y animales nativos por los recursos.
Según algunas estimaciones, las especies exóticas representan la segunda amenaza más grave para las especies en peligro de extinción después de la pérdida de hábitat. Los coipos fueron introducidos en las marismas costeras desde América Latina a mediados del siglo XX y desde entonces su población ha crecido a millones. Provocan graves daños a las marismas costeras y pueden cavar madrigueras en los diques. Por lo tanto, Luisiana ha hecho esfuerzos para intentar reducir el número de coipos.
Los caimanes grandes se alimentan en gran medida de coipos, por lo que no solo podrían controlar las poblaciones de coipos en Luisiana, sino también evitar que se extiendan al este hacia Florida y posiblemente a Everglades . Dado que la caza y las trampas se centran preferentemente en los caimanes de gran tamaño, que son los más importantes para el control de los coipos, pueden ser necesarios algunos cambios en la recolección para aprovechar su capacidad para controlar los coipos.

### Hormiga roja de fuego
Originaria de América del Sur, la hormiga roja de fuego ha prosperado en muchos estados del sur de Estados Unidos desde su introducción en la década de 1930. A pesar de ser similar a la mayoría de las otras hormigas, la hormiga de fuego es un depredador feroz que ataca aves, roedores y mamíferos más grandes en enjambres.
Un estudio sobre ciervos de cola blanca sugiere que la presencia de hormigas de fuego pueden ser una de las causas principales de la reducción en la población de ciervos jóvenes en estados del sur de Estados Unidos cuando se presentan  precipitaciones abundantes. En Luisiana, la propagación de las hormigas de fuego se ha relacionado con la disminución del alcaudón real y de algunas especies de currucas. La hormiga roja de fuego ha reemplazado a casi la mitad de las especies de insectos nativas en algunas áreas que ha colonizado.